# Autoroute A43
L'autoroute A43, detta anche Autoroute de la Maurienne o Autoroute alpine, è un'autostrada francese che collega Lione a Saint-Jean-de-Maurienne e Modane (Traforo del Frejus) verso l'Italia. È gestita da AREA e SFTRF. Fu costruita tra il 1972 e il 2001.

## Caratteristiche
- 2x2 corsie
- 2x3 corsie tra il boulevard périphérique di Lione e l'A46 e tra la barriera di pedaggio di Saint-Quentin-Fallavier e l'A48 (34 km)
- 2x4 corsie tra l'A46 e l'A432 (7 km)
- 4+3 corsie tra l'A432 e la barriera di pedaggio di Saint-Quentin-Fallavier (7 km)

### Uscite
- Lyon-Avenue Jean Mermoz L'autostrada inizia nel centro cittadino di Lione.
- 01 (Boulevard Pinel)
- Allacciamento A43-N383 (Boulevard périphérique)
- 02a (Bron Parilly)
- 02 (Bron Rebufert)
- 03 (Porte des Alpes)
- 04 (Le parc technologique-Bron Aviation)
- Allacciamento A43-N346-A46 Allacciamento con la N346 per Parigi e A46 per Marsiglia
  - Area di Parcheggio: St-Priest/Manissieux
- Allacciamento A43-A43 Allacciamento con la A432 per l'Aeroporto Lyon St-Exupéry e Strasburgo
- 05 (L'Isle-d'Abeau Chesnes-Heyrieux)
- Barriera di Lyon St Quentin Fallavier
- 06 (Villefontaine-La Verpillière)
  - Area di Servizio: L'Isle-d'Abeau
- 07 (L'Isle-d'Abeau centre)
- 08 (Bourgoin-Jallieu)
  - Area di Parcheggio: Le Vernay/Coiranne
- Allacciamento A43-A48 allacciamento con l'A48 per Grenoble e Marsiglia
- 09 (La Tour-du-Pin)
  - Area di Parcheggio: Les Marouettes/Les Sitelles
- 10 (Chimilin-Les Abrets)
  - Area di Parcheggio: Romagnieu/Le Guiers
- 11 (Belmont-Tramonet-St-Genix-sur-Guiers)
  - Area di Parcheggio: Le Lavaret/L'Omble
- 12 (Lac d'Aiguebelette)
- Allacciamento A43-A41 Allacciamento con A41 per Annecy
- 12a (Chambéry-nord)
- Allacciamento A43-N201 L'autostrada diventa l'N201 attraversando Chambéry
- Allacciamento N201-A43 L'autostrada ricomincia
- 20 (St-Baldoph-Challes-les-Eaux)
  - Area di Servizio: Le Granier/L'Abis'
- Barriera di Chignin
- 21 (Chignin-Les Marches)
- Allacciamento A43-A41 Allacciamento con l'A41 per Grenoble
- 22 (Montmélian)
  - Area di Parcheggio: Val Gelon/L'Arcluzaz
- 23 (St Pierre-d'Albigny)
- Allacciamento A43-A430 Allacciamento con l'A430 per Albertville.
- 24 (Aiton)
  - Area di Parcheggio: St Pierre-de-Belleville (direzione est)
- 25 (Epierre)
  - Area di Parcheggio: St-Léger (direzione ovest)
- 26 (La Chambre)
  - Area di Parcheggio: Ste-Marie-de-Cuines/St-Avre
- 27 (Hermillon-St-Jean-de-Maurienne)
- 28 (St Julien-Montdenis-St Jean-de-Maurienne)
  - Area di Servizio: St Julien-Montdenis (direzione ovest)
  - Area di Servizio: 'Rieu Sec (Solo rifornimento) (direzione est)
- 29 (St Michel-de-Maurienne)
- Barriera di St Michel-de-Maurienne
- 29 (St Michel-de-Maurienne)
- L'autostrada diventa a corsia singola.
- 30 (Le Freney-Modane)
- 31 (Valfréjus)
- Barriera Pedaggio del Tunnel del Fréjus
- Confine con l'Italia
- Il tunnel diventa l'Autostrada A32 in  Italia verso Torino.

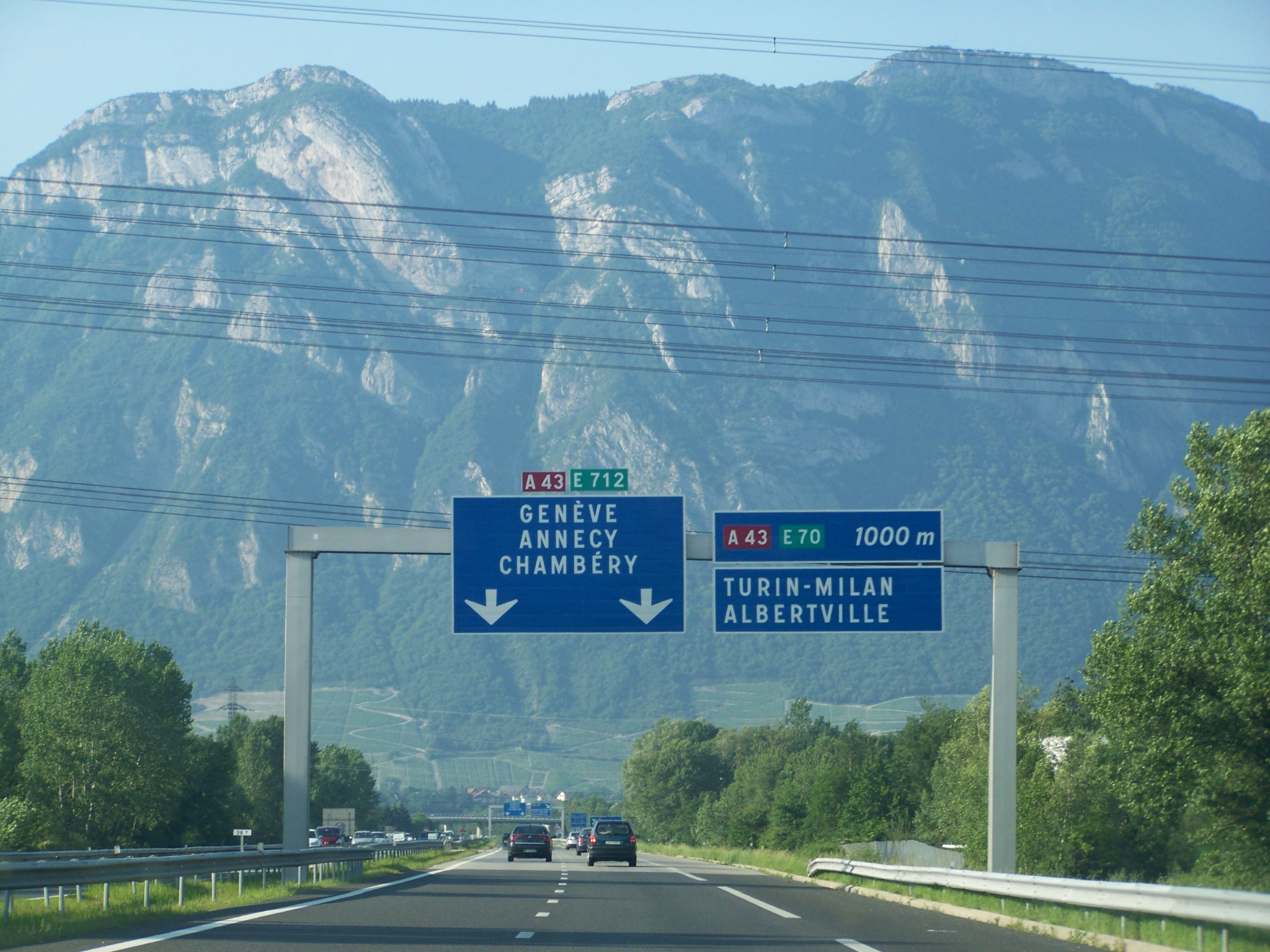
Raccordo tra A41 e A43 a Chignin.

## Date di apertura dell'A43
- 1973: Apertura del tratto Lione - Bourgoin-Jallieu.
- 1974: Apertura del tratto Bourgoin-Jallieu - Chambéry.
- 1990: Ammodernamento a 2x3 corsie tra Saint-Quentin-Fallavier e l'allacciamento dell'A48.
- 1991: Entrata in servizio della seconda canna (sud) del tunnel dell'Epine.
- 1991: Apertura del tratto tra Montmélian (A41) e Aiton. Il tratto dell'A41 tra Chambéry e Montmélian fu rinumerato come A43.
- 1996: Apertura del tratto tra Aiton e Saint-Jean-de-Maurienne.
- 1998: Apertura del tratto tra Saint-Jean-de-Maurienne e Saint-Michel-de-Maurienne.
- 2000: Apertura del tratto tra Saint-Michel-de-Maurienne e Freney, con l'integrazione della N566 verso il tunnel del Frejus.
- 2002: L'allacciamento 11 è completato (ricostruzione delle rampe entrata/uscita lato Lione).
- 2004: L'allacciamento 20 è completato (ricostruzione delle rampe lato Torino).

## Dipartimenti attraversati
L'autostrada A43 attraversa 3 dipartimenti.
La lista seguente elenca le città servite e i luoghi visitabili in prossimità dell'autostrada. 
 Rhône 
- Lione

 Isère 
- Bourgoin-Jallieu
- La Tour-du-Pin

 Savoie 
- Lago d'Aiguebelette
- Chambéry
- Modane

## Progetti futuri
Un breve tratto tra l'avenue Jean Mermoz e il Bouleverd périphérique di Lione dovrà essere demolito e rimpiazzato da un viale di 2x2 corsie con limite a 50 km/h. Le rampe attuali tra l'A43 e il Boulevard Pinel dovrà essere rimpiazzato da una rotonda per far rallentare i veicoli in ingresso a Lione.